# Forte da Baguia

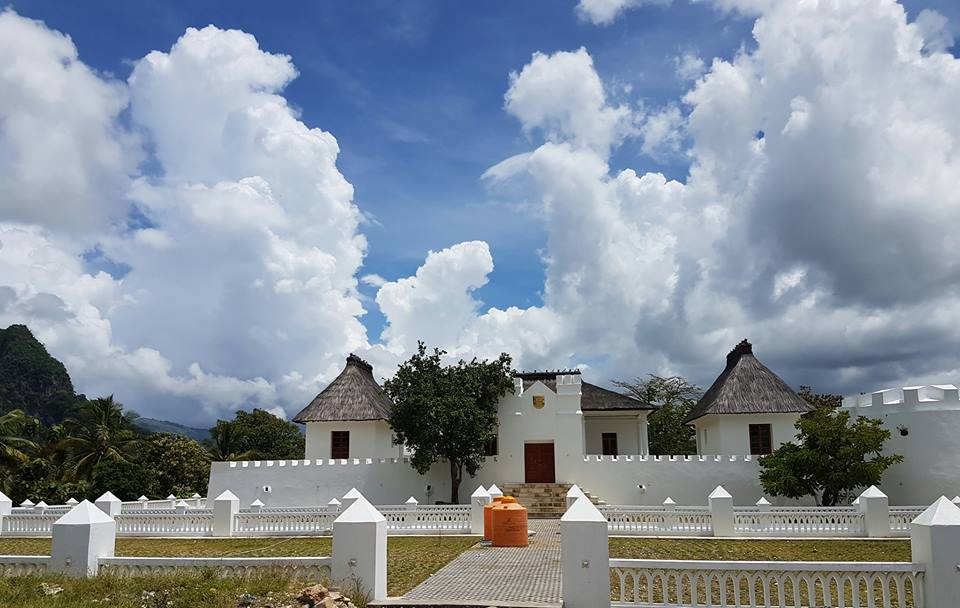
O forte após a renovação

Forte da Baguia foi um forte Português construído na cidade de Baguia, Baucau,Timor-Leste, durante o governo de José Celestino da Silva (1894 – 1908).
O forte foi construído com um muro de duas camadas, sendo uma externa e a outra interna que o envolve no formato de um retângulo no qual existem três edifícios ao todo. Nos cantos da parede há duas torres e entre elas uma abertura. Envolvendo a parede interna há mais um muro de defesa, que utiliza a encosta como proteção adicional e também uma ponte sobre um fosso na sua frente.

## História
Durante a rebelião de Viqueque, no início de junho de 1959, os insurgentes tentaram tomar o forte.eles contavam com pelo menos cem rebeldes, no entanto, foram repelidos por soldados profissionais, que contavam com um uso mais efetivo dos equipamentos bélicos e também tinham uma metralhadora como aliada. Esta tentativa fracassada de tomar o forte resultou em destruição de grande parte do forte.

O forte foi reinaugurado em 2014, na sua cerimonia de reinauguração contou com a presença de políticos e cidadãos ilustres dentre eles Manuel Gonçalves de Jesus (Embaixador português)  Dra. Maria Isabel de Jesus Ximenes (Ministra do turismo) e Dr. António Guterres (Presidente do Município de Baucau), Atualmente o forte funcionam como um albergue. 

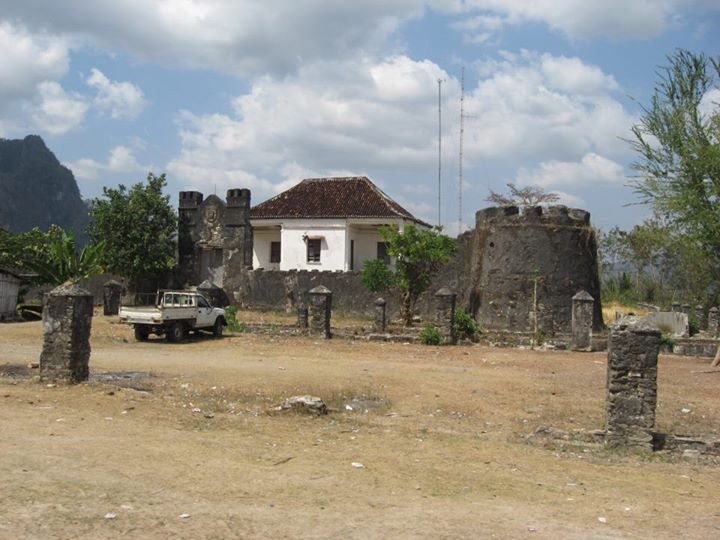
Antes da restauração.
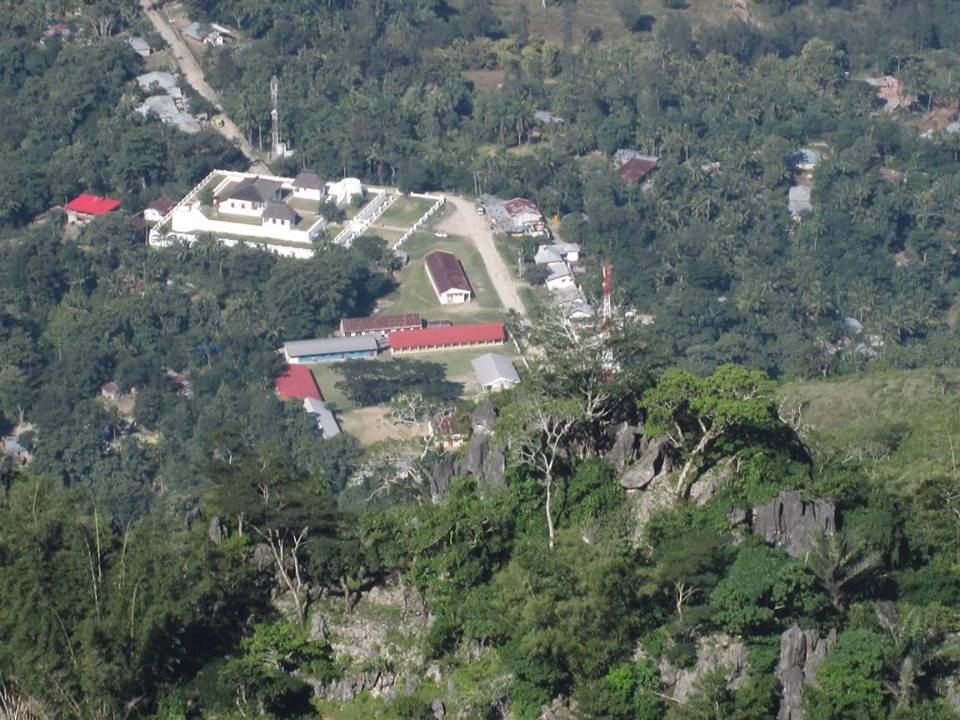
Vista aérea.